# Angelė Rupšienė
Angelė Rupšienė (Vilnius, 27 de junho de 1952) é uma ex-basquetebolista lituana que integrou a Seleção Soviética Feminina que conquistou as Medalhas de Ouro disputadas no XXI Jogos Olímpicos de Verão realizados em 1976 na Cidade de Montreal, Canadá e nos XXII Jogos Olímpicos de Verão realizados em 1980 na cidade de Moscou.